# Ruše (gmina Žalec)
Ruše – wieś w Słowenii, w gminie Žalec. W 2018 roku liczyła 68 mieszkańców.